# 貿易大臣 (ニュージーランド)
ニュージーランドにおける貿易大臣（英語: Minister of Trade, マオリ語: Manatū Aorere）ニュージーランド政府の上級大臣で、同国の首相によって任命される。現在の貿易大臣はダミアン・オコナーである。

## 一覧
以下に歴代の貿易大臣を示す。
| 代 |     | 名前                       | 肖像                                           | 任期           | 任期           | 当時の首相 | 当時の首相                                       |
| -- | --- | -------------------------- | ---------------------------------------------- | -------------- | -------------- | ---------- | ------------------------------------------------ |
|    | 1   | ジャック・マーシャル       |                                                | 1960年12月10日 | 1972年2月9日   |            | キース・ホリヨーク（ニュージーランド国民党）     |
|    | 2   | ブライアン・トールボーイズ |                                                | 1972年2月9日   | 1972年11月7日  |            | ジャック・マーシャル （ニュージーランド国民党）  |
|    | 3   | ジョー・ウォールディング   |                                                | 1972年12月8日  | 1975年12月12日 |            | ノーマン・カーク（ニュージーランド労働党）       |
|    | 3   | ジョー・ウォールディング   | ビル・ローリング（ニュージーランド労働党）     | 1972年12月8日  | 1975年12月12日 |            |                                                  |
|    | (2) | ブライアン・トールボーイズ |                                                | 1975年12月12日 | 1981年12月11日 |            | ロバート・マルドゥーン（ニュージーランド国民党） |
|    | 4   | ワーレン・コーパー         |                                                | 1981年12月11日 | 1984年7月26日  |            | ロバート・マルドゥーン（ニュージーランド国民党） |
|    | 5   | マイク・ムーア             |                                                | 1984年7月26日  | 1990年11月2日  |            | デビッド・ロンギ（ニュージーランド労働党）       |
|    | 5   | マイク・ムーア             | ジェフリ・パルマー（ニュージーランド労働党）   | 1984年7月26日  | 1990年11月2日  |            |                                                  |
|    | 5   | マイク・ムーア             | マイク・ムーア（ニュージーランド労働党）       | 1984年7月26日  | 1990年11月2日  |            |                                                  |
|    | 6   | ドン・マキノン             |                                                | 1990年11月2日  | 1996年12月16日 |            | ジム・ボルジャー（ニュージーランド国民党）       |
|    | 7   | ロックウッド・スミス       |                                                | 1996年12月16日 | 1999年12月10日 |            | ジム・ボルジャー（ニュージーランド国民党）       |
|    | 7   | ロックウッド・スミス       | ジェニー・シップリー（ニュージーランド国民党） | 1996年12月16日 | 1999年12月10日 |            |                                                  |
|    | 8   | ジム・サトン               |                                                | 1999年12月10日 | 2005年10月19日 |            | ヘレン・クラーク（ニュージーランド労働党）       |
|    | 9   | フィル・ゴフ               |                                                | 2005年10月19日 | 2008年10月19日 |            | ヘレン・クラーク（ニュージーランド労働党）       |
|    | 10  | ティム・グローサー         |                                                | 2008年10月19日 | 2015年12月14日 |            | ジョン・キー（ニュージーランド国民党）           |
|    | 11  | トッド・マクレイ           |                                                | 2015年12月14日 | 2017年10月26日 |            | ジョン・キー（ニュージーランド国民党）           |
|    | 11  | トッド・マクレイ           | ビル・イングリッシュ（ニュージーランド国民党） | 2015年12月14日 | 2017年10月26日 |            |                                                  |
|    | 12  | デヴィッド・パーカー       |                                                | 2017年10月26日 | 2020年11月6日  |            | ジャシンダ・アーダーン（ニュージーランド労働党） |
|    | 13  | ダミアン・オコナー         |                                                | 2020年11月6日  | -（現職）      |            | ジャシンダ・アーダーン（ニュージーランド労働党） |
|    | 13  | ダミアン・オコナー         | クリス・ヒプキンス（ニュージーランド労働党）   | 2020年11月6日  | -（現職）      |            |                                                  |